# Флотоводець

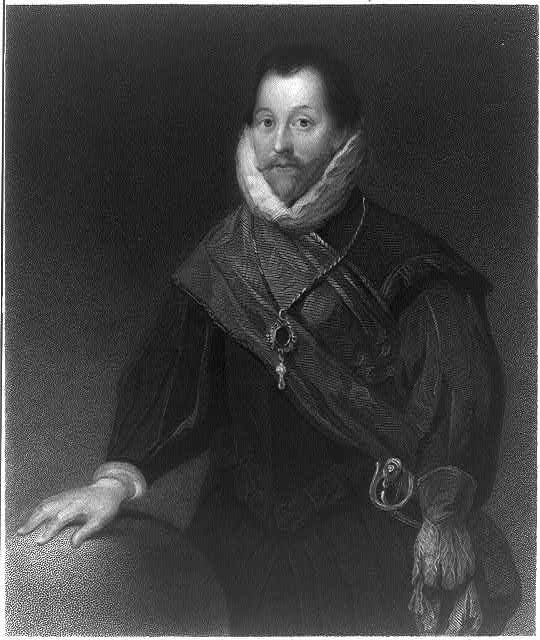
Френсіс Дрейк

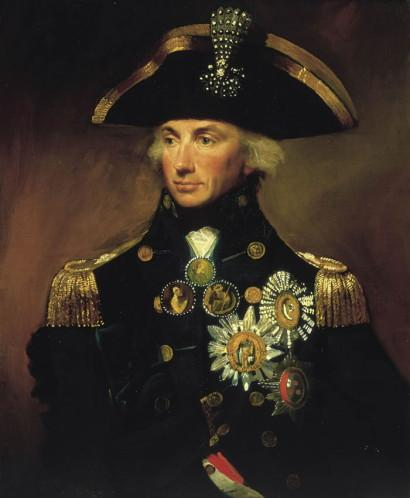
Гораціо Нельсон

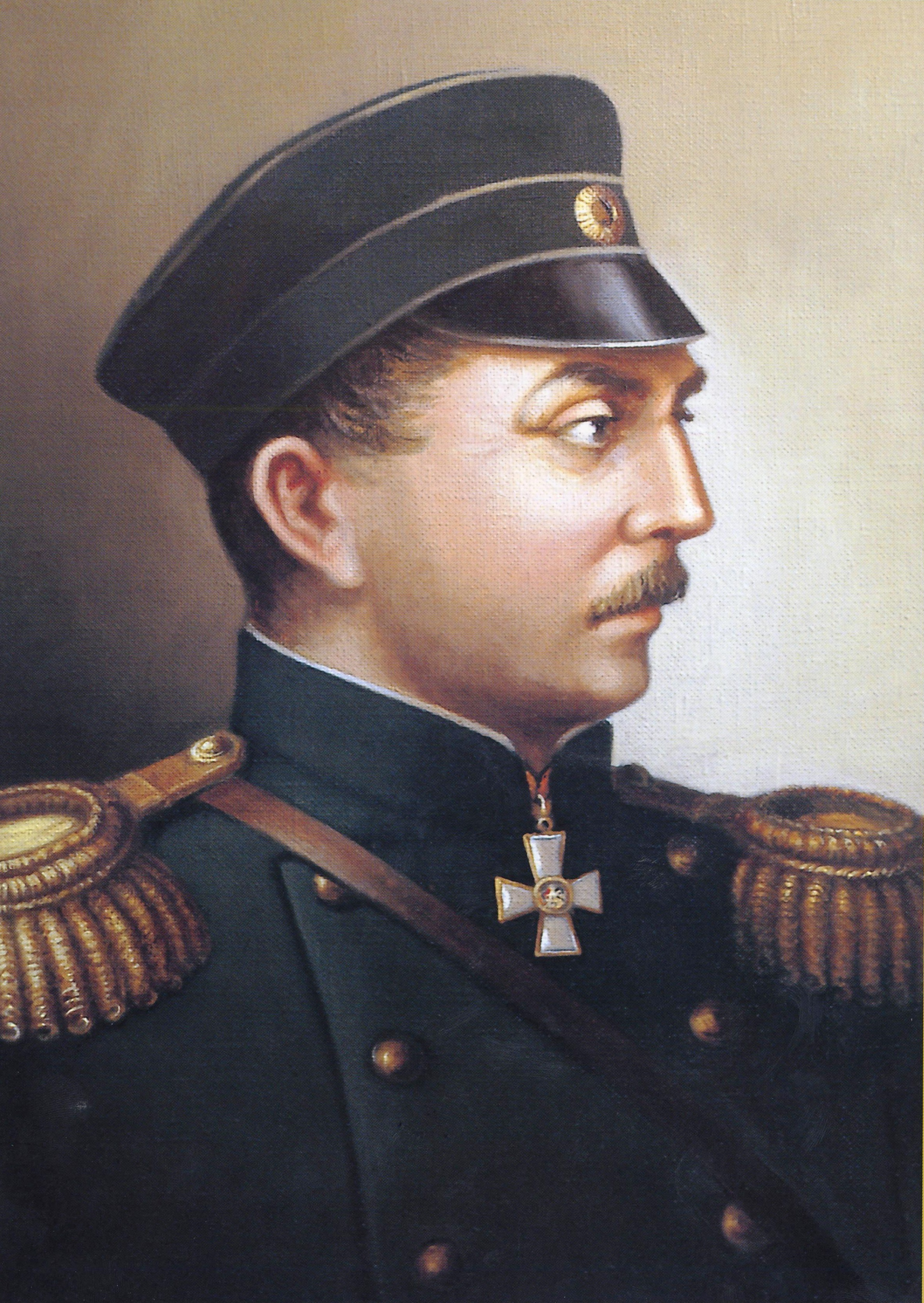
Нахімов Павло Степанович

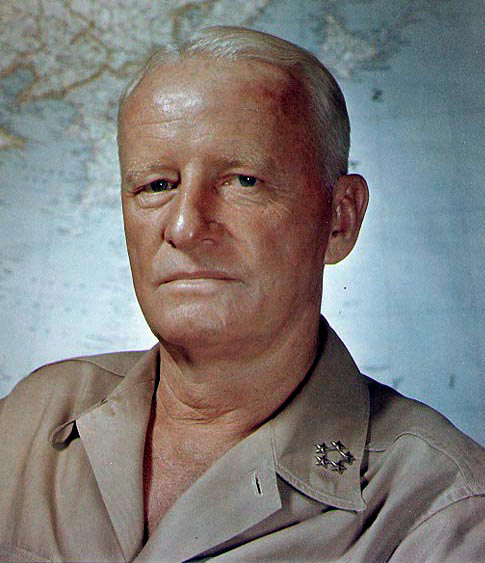
Честер Німіц

Флотово́дець — морський воєначальник, який уміло керує великими військовими формуваннями військово-морських сил; такий, що володіє мистецтвом підготовки і ведення воєнних дій на морі.
До флотоводців відносять військово-морські лідери, що володіють талантом, який дозволяє з найбільшою ефективністю використовувати наявні сили і засоби і меншими або рівнішими силами завдавати поразки перевершуючим силам ворога.
Найвидатнішими флотоводцями вважаються:
- Лісандр
- Фемістокл,
- Гораціо Нельсон,
- Нахімов Павло Степанович
- Френсіс Дрейк
- Тоґо Хейхатіро
- Честер Німіц